# (7350) 1993 VA
(7350) 1993 VA est un astéroïde Apollon de 2,363 km de diamètre découvert en 1993.

## Description
(7350) 1993 VA a été découvert le 7 novembre 1993 à l'observatoire de Siding Spring, situé près de Coonabarabran, en Nouvelle-Galles du Sud, en Australie, par Robert H. McNaught.

### Caractéristiques orbitales
L'orbite de cet astéroïde est caractérisée par un demi-grand axe de 1,36 UA, un périhélie de 0,83 UA, une excentricité de 0,39 et une inclinaison de 7,26° par rapport à l'écliptique. Du fait de ces caractéristiques, à savoir un demi-grand axe supérieur à 1 UA et un périhélie inférieur à 1,017 UA, il est classé comme astéroïde Apollon.

### Caractéristiques physiques
(7350) 1993 VA a une magnitude absolue (H) de 17,2 et un albédo estimé à 0,050, ce qui permet de calculer un diamètre de 2,363 km.Ces résultats ont été obtenus grâce aux observations du Wide-field Infrared Survey Explorer (WISE), un télescope spatial américain mis en orbite en 2009 et observant l'ensemble du ciel dans l'infrarouge, et publiés en 2015 dans un article présentant les résultats concernant 7 956 astéroïdes.